# 무기정
무기정(일본어: 牟岐町)은 일본 도쿠시마현 남동부 해안을 따라 위치한 가이후군의 정이다. 무로토아난 해안 국립공원, 우치즈마 공원, 야사카야하마 등으로 알려진 정이다.

## 지리
무기강 유역에 있다. 태평양과 접하기 때문에 난카이 지진이나 태풍에 의한 피해를 가끔씩 받아 왔다.

## 역사
- 1915년 11월 10일 - 무기촌이 정으로 승격하였다.

## 교통

### 철도
- 시코쿠 여객철도 무기선

### 도로
- 국도 55호선